# Maison dit Ostel de Fourest
La maison dit Ostel de Fourest également dénommée  est située à Montluçon (France).

## Localisation
La maison est située sur la commune de Montluçon dans le département de l'Allier, en région Auvergne-Rhône-Alpes.

## Description
Maison du XVe siècle présentant une façade à pans de bois, ornée d'une fenêtre à accolade, timbrée d'un écusson. Sur la façade postérieure, échoppe du XVe siècle en bois. À côté, tourelle de pierre, fenêtres à moulures prismatiques, escalier à vis en pierre.

## Historique
Hôtel noble construit par Philippe de Fourest, receveur du châtelain de Montluçon de 1460 à 1498 environ, puis transmis à son fils Robert de Fourest, receveur de Montluçon au début du XVIe siècle. Comme plusieurs autres officiers des ducs de Bourbon, il s'adonnait au commerce et possédait plusieurs ouvroirs (étaux de vente) du côté de la place du marché au blé (rue du Petit-Château), à l’arrière de son hôtel. Dès avant 1580, la demeure appartenait aux Barthonnat, famille de médecins, de notaires et d’avocats, et agents d’affaire des Mercier, sieurs de Bien-Assis.
La maison est inscrite partiellement au titre des monuments historiques par arrêté du 11 mars 1935.

## Protection
Éléments protégés : les façades et la tourelle de pierre. 

## Galerie

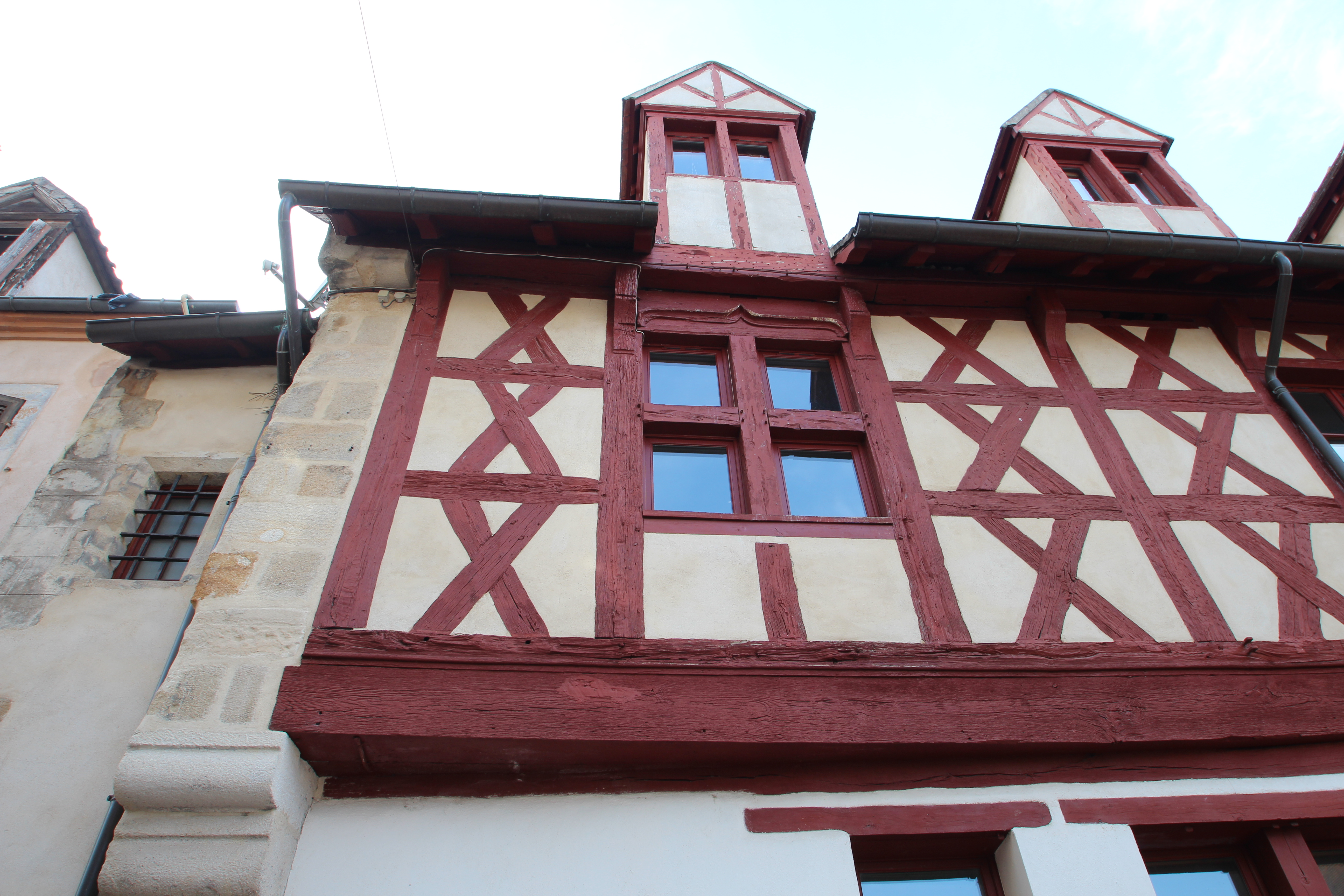
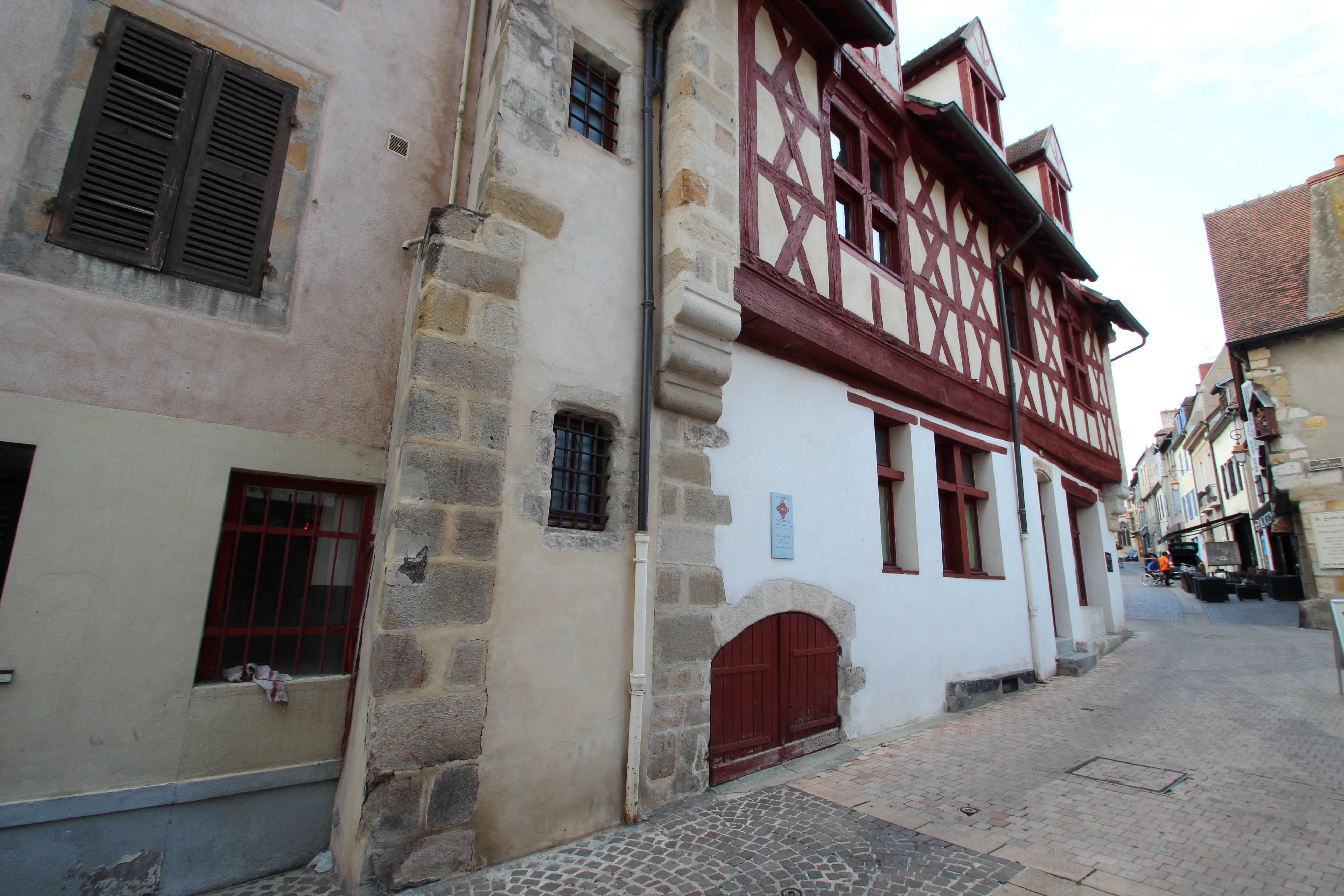
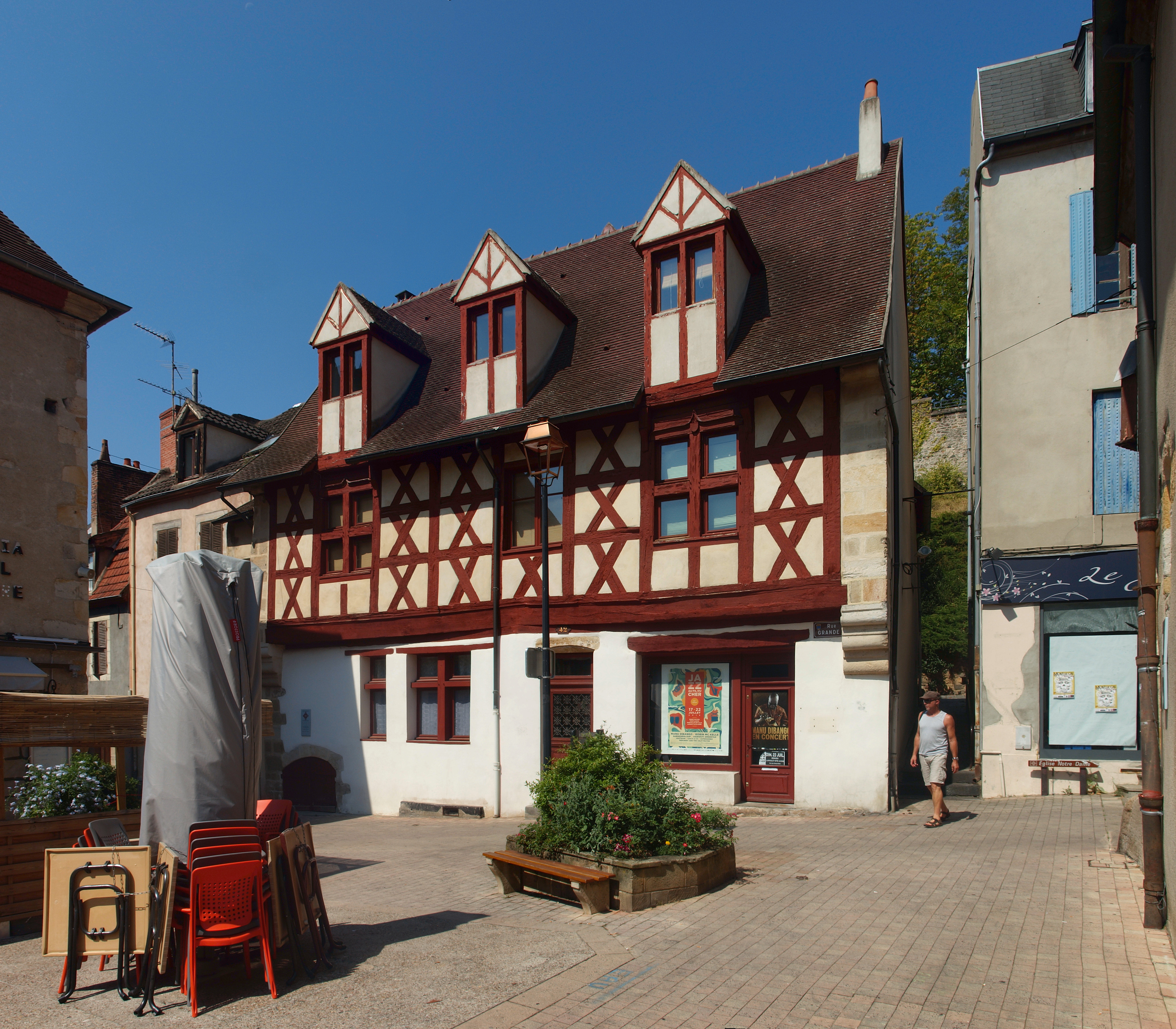